# ازدواج همجنس‌گرایان در آندورا
ازدواج همجنس‌گرایان در آندورا (انگلیسی: Same-sex marriage in Andorra) ازدواج همجنس‌گرایان از ۱۷ فوریه ۲۰۲۳ در آندورا قانونی شده‌است. آندورا ابتدا در ۲۳ مارس ۲۰۰۵ اتحادیه‌های باثباتی ایجاد کرد و برخی از حقوق و مزایای ازدواج را برای زوج‌های همجنس ایجاد کرد و بعداً در ۲۵ دسامبر ۲۰۱۴ اتحادیه‌های مدنی مجموعه‌ای بیشتر از حقوق را به تصویب رساند. در ۲۱ ژوئیه ۲۰۲۲، شورای عمومی به ازدواج مدنی برای زوج‌های همجنس رای داد. این قانون توسط شاهزاده امانوئل مکرون در ۱۷ اوت ۲۰۲۲ ابلاغ شد و شش ماه بعد (یعنی ۱۷ فوریه ۲۰۲۳) اجرایی شد.